# Chalus (fleuve)
Pour les articles homonymes, voir Chalus.
Le Chalus (en persan : رود چالوس) est un fleuve du Nord de l'Iran prenant sa source dans l'Elbourz central et se jetant dans la mer Caspienne.